# لانگوش

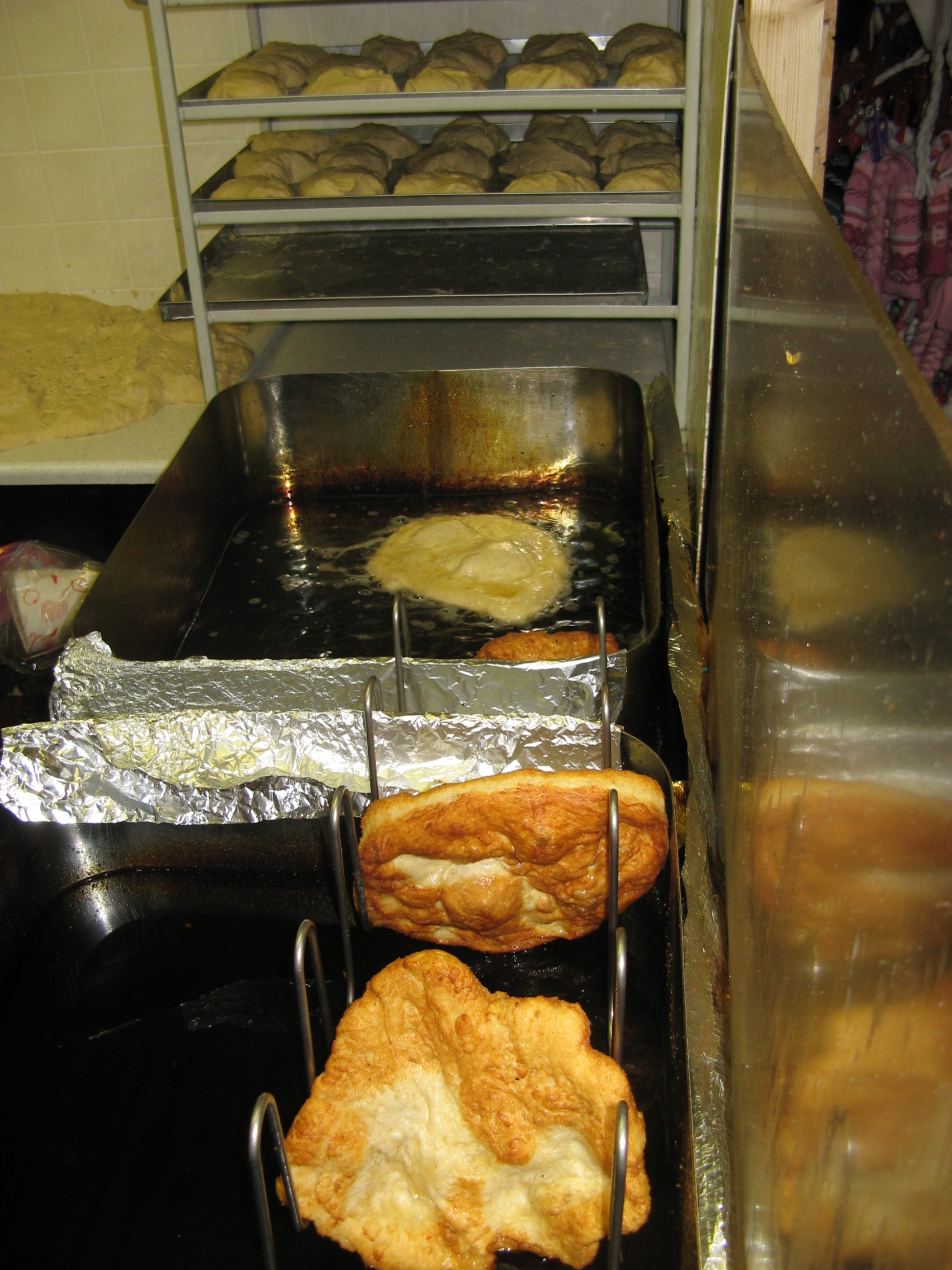
لانگوش‌خوری خیابانی

لانگوش (مجاری: Lángos) یکی از غذاهای فوری سنتی مجاری، نوعی نان است که از سرخ‌کردن خمیر ورآمدهٔ نرم تهیه و با طعم موردنظر سرو می‌شود. بر اساس برخی نظریات، چند غذا از جمله لانگوش در دوران اشغال ترکان عثمانی وارد آشپزخانهٔ مجارستان شده و نظر دیگری منشأ آن را از زمان رومی می‌داند. در گذشته از آخرین تکه‌های خمیرنان تهیه و در جلوی تنور آجری یا سفالی پخته می‌شد تا به‌عنوان صبحانه گرم سرو شود. اگرچه لانگوش را در خانه نیز درست می‌کنند، اما عمدتاً در تالار بازار، کنار ساحل، دکه و رستوران‌های فست فود خورده می‌شود. معمولی‌ترین طعم لانگوش سس سیر، پنیر و خامه ترش است.

## طرز تهیه
مخمر را با کمی شکر، شیر ولرم، آرد، آب ولرم، نمک و کمی روغن ورز داده و پس از برآمدن و استراحت در روغن سرخ می‌کنند.